# Карл Франц Піч
Карл Франц Пич, Карел Франтішек Пич (нім. Karl Franz Pitsch, чеськ. Karel František Pič; 5 лютого 1786, Батцдорф, нині Бартошовіце-в-Орліцьких-горах, Краловоградецький край — 12 червня 1858, Прага) — чеський органіст та композитор.
Отримав перші уроки музики у свого батька. Закінчивши гімназію в Їндржіхув-Градці, оволодівав фортепіано, органом і контрапунктом у органіста Йоганна Франца Отто в Клодзко. Закінчив філософський факультет Карлового університету. В 1815–1826 роках працював учителем музики в багатих будинках Чехії. В 1826 р. влаштувався в Празі, з 1832 р. органіст празької церкви Святого Миколая. В 1840 р. очолив Празьку органну школу, якою керував до кінця життя; учнями Піча були, зокрема, Карел Бендль і Франтішек Скугерський.
Карл Франц Піч був обраний почесним членом кількох музичних організацій, у тому числі Зальцбурзького Моцартеуму (1845).
Автор Реквієму, кількох мес і іншої церковної хорової та органної музики.
Карл Франц Піч помер 12 червня 1858 в чеській столиці.